# 21 август
21 август е 233-тият ден в годината според григорианския календар (234-ти през високосна година). Остават 132 дни до края на годината.

## Събития
- 1737 г. – В София е обесен самоковският владика Симеон Самоковски, който е сред организаторите на въстанието в Нишко и Пиротско.
- 1877 г. – Руско-турска война (1877-1878): Начало на Втората битка при Шипка.
- 1886 г. – Извършен е неуспешен преврат в България срещу правителството на княз Александър I Батенберг, който довежда до съставяне на временно правителство, начело с Климент Търновски.
- 1897 г. – Германският химик Феликс Хофман синтезира хероина.

- 1898 г. – Основан е бразилският футболен клуб Вашко да Гама.
- 1911 г. – Картината Мона Лиза на Леонардо да Винчи е открадната от служител на Лувъра; намерена е през 1913 г.
- 1944 г. – Започва Конференцията в Дъмбартън Оукс, която е прелюдия към създаването на ООН.
- 1959 г. – Президентът Дуайт Айзенхауер подписва изпълнително нареждане, с което обявява Хаваите за 50-и щат на САЩ.
- 1965 г. – Изстрелян е космическият кораб „Джемини 5“ с екипаж Гордън Купър и Чарлс Конрад.
- 1968 г. – Инвазия на войските на Варшавския договор в Чехословакия, вж. също Пражка пролет.
- 1983 г. – Филипинският опозиционен лидер Бенигно Акуино е застрелян на международното летище в Манила при завръщане в родината си.
- 1986 г. – Въглероден диоксид изригва от вулканичното езеро Ниос в Камерун и убива 1700 души в радиус от 20 km.
- 1989 г. – Голямата екскурзия: Турция затваря границата си с Народна република България, след като вече са се изселили 344 000 български турци.
- 1991 г. – Латвия обявява възстановяване на пълната си независимост от СССР, който я признава на 6 септември.
- 1991 г. – Михаил Горбачов обявява, че контролира изцяло положението след 60-часовия Августовски пуч в Русия.
- 1993 г. – В България стартират залозите в играта Еврофутбол.
- 1994 г. – Тайфунът Фред опустошава китайската провинция Дзежанг – загиват над 700 души, материалните щети са за 1,6 милиарда долара.
- 1994 г. – Самолетът при полет 630 на „Ройал Еър Марок“ се разбива в Мароко и убива всички 44 души на борда.
- 1999 г. – С два взрива е направен опит да се разруши Мавзолея на Георги Димитров в София; сградата обаче не рухва и се налага да бъде досъборена с механични средства.
- 2000 г. – Опитите да бъде достигната потъналата руската атомна подводница Курск са прекратени. Водолазите обявяват, че никой от 118-членния екипаж не е оцелял.
- 2002 г. – Външният министър на Либия Мохамед Шалкам е на посещение в България и уверява българската общественост, че Процесът срещу българските медици в Либия е деполитизиран.
- 2004 г. – При серия от взривове в столицата на Бангладеш – Дака загиват 22 души.
- 2006 г. – Русия изплаща предсрочно целия си дълг към Парижкия клуб на страните кредитори, като последната вноска възлиза на 23,7 милиарда долара.

## Родени
- 63 г. – Клавдия Августа, дъщеря на император Нерон († 63 г.)
- 1165 г. – Филип II, крал на Франция († 1223 г.)
- 1643 г. – Алфонсо III, крал на Португалия († 1675 г.)
- 1754 г. – Уилям Мърдок, шотландски инженер († 1839 г.)
- 1765 г. – Уилям IV, крал на Великобритания († 1837 г.)
- 1780 г. – Ерней Копитар, словенски езиковед († 1844 г.)
- 1789 г. – Огюстен Луи Коши, френски математик († 1857 г.)
- 1796 г. – Ашър Браун Дюранд, американски художник († 1886 г.)
- 1813 г. – Йозеф Грол, баварски пивовар († 1856 г.)
- 1816 г. – Шарл Жерар, френски химик († 1887 г.)
- 1862 г. – Емилио Салгари, италиански писател († 1911 г.)
- 1871 г. – Леонид Андреев, руски писател († 1919 г.)
- 1872 г. – Обри Биърдсли, английски художник и поет († 1898 г.)
- 1886 г. – Борис Стателов, български морски офицер († 1959 г.)
- 1889 г. – Ричард О'Конър, английски генерал († 1981 г.)
- 1891 г. – Иван Орманджиев, български историк († 1963 г.)
- 1898 г. – Йон Ритмайстер, германски лекар († 1943 г.)
- 1901 г. – Пенка Касабова, български педагог († 2000 г.)
- 1902 г. – Ангел Каралийчев, български писател († 1972 г.)
- 1905 г. – Петко Попганчев, български офицер, летец († 1983 г.)
- 1906 г. – Фриц Фреленг, американски аниматор († 1995 г.)
- 1909 г. – Боян Атанасов, български юрист, дипломат и преводач († 1997 г.)
- 1912 г. – Робърт Пайк, американски писател († 1981 г.)
- 1913 г. – Фред Агабашиян, американски автомобилен състезател († 1989 г.)
- 1915 г. – Джошуа Хасан, гибралтарски политик († 1997 г.)
- 1920 г. – Кристофър Робин Милн, английски писател († 1996 г.)
- 1923 г. – Шимон Перес, президент на Израел, Нобелов лауреат през 1994 († 2016 г.)
- 1924 г. – Артур Янов, американски психолог († 2017 г.)
- 1925 г. – Тома Караджиу, румънски актьор († 1977 г.)
- 1933 г. – Чавдар Добрев, български литературен и театрален критик († 2021 г.)
- 1934 г. – Джон Хол, американски физик, Нобелов лауреат през 2005
- 1935 г. – Весела Люцканова, българска писателка, редактор, книгоиздател
- 1936 г. – Уилт Чембърлейн, американски баскетболист († 1999 г.)
- 1938 г. – Кени Роджърс, американски кънтри певец († 2020 г.)
- 1939 г. – Йозеф Лауфер, чешки поп певец
- 1939 г. – Фестус Могае, президент на Ботсвана
- 1945 г. – Аспарух Никодимов, български футболист и треньор
- 1945 г. – Лев Албурт, украино-американски шахматист
- 1947 г. – Емил Табаков, български диригент и композитор
- 1947 г. – Иглика Василева, българска литературна преводачка
- 1951 г. – Глен Хюз, английски рок музикант и певец
- 1952 г. – Иржи Пароубек, чешки политик, премиер на Чехия
- 1961 г. – Владо Любенов, български поет
- 1963 г. – Мохамед VI, крал на Мароко
- 1964 г. – Николай Кънев, български писател
- 1967 г. – Кери-Ан Мос, канадска филмова актриса
- 1967 г. – Серж Танкиан, арменски рок музикант (System of a Down)
- 1973 г. – Сергей Брин, американски предприемач
- 1979 г. – Келис, американска арендби изпълнителка
- 1984 г. – Ализе, френска певица
- 1986 г. – Юсейн Болт, ямайски лекоатлет
- 1988 г., – Роберт Левандовски, полски футболист
- 1989 г. – Джъд Тръмп, английски професионален играч на снукър
- 1989 г. – Хейдън Пенетиър, американска актриса

## Починали
- 1131 г. – Балдуин II, крал на Йерусалим (* ок. 1058 г.)
- 1434 г. – София Монфератска, византийска императрица (* ? г.)
- 1568 г. – Жан дьо ла Валет, велик магистър (* 1494 г.)
- 1614 г. – Ержебет Батори, унгарска графиня, серийна убийца (* 1560 г.)
- 1762 г. – Мери Монтегю, английска аристократка (* 1689 г.)
- 1814 г. – Бенджамин Томпсън, британски физик (* 1753 г.)
- 1823 г. – Марко Бочар, революционер (* 1790 г.)
- 1838 г. – Аделберт фон Шамисо, германски писател и учен (* 1781 г.)
- 1901 г. – Адолф Фик, германски физиолог (* 1829 г.)
- 1912 г. – Стоян Зимбилев, български духовник и революционер (* 1860 г.)
- 1940 г. – Лев Троцки, руски политик и идеолог (* 1879 г.)
- 1943 г. – Абрахам Мерит, американски писател (* 1884 г.)
- 1943 г. – Хенрик Понтопидан, датски писател, Нобелов лауреат (* 1857 г.)
- 1944 г. – Стоян Мурджев, български революционер (* ок. 1894 г.)
- 1947 г. – Еторе Бугати, италиански конструктор и индустриалец (* 1881 г.)
- 1952 г. – Младен Калеев, български граничар (* 1915 г.)
- 1957 г. – Лалю Метев, български индустриалец (* 1885 г.)
- 1957 г. – Хералд Свердруп, норвежки полярник, метеоролог и океанограф (* 1888 г.)
- 1964 г. – Палмиро Толяти, италиански комунистически ръководител (* 1893 г.)
- 1966 г. – Никола Балабанов, български литературен историк и театрален критик (* 1893 г.)
- 1979 г. – Джузепе Меаца, италиански футболист (* 1910 г.)
- 1979 г. – Димитър Станков, български художник (* 1925 г.)
- 1979 г. – Иван Унджиев, български историк (* 1902 г.)
- 1982 г. – Максим Наимович, български литературен критик (* 1921 г.)
- 1983 г. – Бенигно Акуино, филипински политик (* 1932 г.)
- 1991 г. – Волфганг Хилдесхаймер, германски писател (* 1916 г.)
- 1995 г. – Субрахманиан Чандрасекар, индийски физик, Нобелов лауреат (* 1910 г.)
- 1997 г. – Юрий Никулин, руски комедиен актьор и клоун (* 1921 г.)
- 2005 г. – Робърт Муг, създател на синтезатора (* 1934 г.)
- 2010 г. – Георге Апостол, румънски политик (* 1913 г.)
- 2013 г. – Чарлс Фулъртън, американски астронавт (* 1936 г.)